# ASM-135 ASAT
L'ASM-135 ASAT è stato un missile anti-satellite aviolanciato multistadio, sviluppato e costruito dall'azienda statunitense Ling-Temco-Vought tra la fine degli anni settanta e gli anni ottanta su specifiche dell'United States Air Force (USAF). Questo missile, che poteva essere lanciato tramite una versione appositamente modificata dell'aereo da caccia McDonnell Douglas F-15 Eagle, non entrò mai in servizio operativo, ed il programma fu cancellato alla fine degli anni ottanta.

## Storia

### Sviluppo
La decisione di sviluppare un sistema antisatellite venne presa dai vertici dell'aviazione statunitense negli anni settanta. Questa decisione venne influenzata da una serie di fattori. Per prima cosa, alcune stime effettuate in quegli anni riportavano che circa il 75% dei satelliti allora in orbita venivano usati per scopi militari. Inoltre, molto importante fu il fatto che l'altra superpotenza, l'Unione Sovietica, già dal 1971 disponeva di un sistema ASAT satellitare funzionante. Di conseguenza, si decise di sviluppare un sistema con finalità analoghe.
Il programma per un sistema ASAT utilizzabile contro satelliti in orbita bassa venne dunque avviato nel 1977, e due anni dopo la LTV Aerospace fu dichiarata vincitrice.
Il progetto prevedeva un missile a tre stadi, in grado di essere trasportato da una versione modificata del caccia F-15.
I test di volo con simulacri di dimensione e peso reali iniziarono nel 1982, ed il primo lancio venne effettuato il 21 gennaio 1984.

### Impiego sperimentale

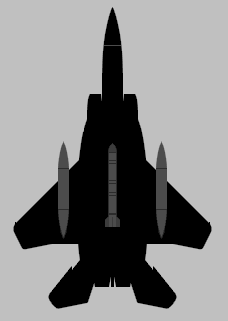
La collocazione ventrale dell'ASM-135 ASAT.

L'F-15A doveva essere guidato nel corretto punto di lancio al momento giusto. Una volta giunto in posizione, avveniva il lancio del missile. Questo veniva effettuato alla quota di 11 600 m al termine di una cabrata in candela, con il caccia inclinato di 65 gradi alla velocità di Mach 1,22.
Il lancio del missile avveniva tramite l'accensione del primo stadio. Dopo che questo si separava, veniva attivato il secondo stadio, che aveva il compito di trasportare la testata (MHV o MKV) nello spazio, in rotta quasi verticale di collisione con il bersaglio. La testata, una volta separatasi dal secondo stadio, si dirigeva verso il satellite bersaglio, che veniva distrutto grazie ad un impatto che avveniva alla velocità di 8 km/s.
Complessivamente, vennero effettuati cinque lanci reali, di cui quattro coronati da successo. Di questi cinque test, solo uno si concluse con la distruzione di un satellite.
- 21 gennaio 1984: primo lancio di un ASM-135 da un F-15A. Lo scopo di collaudare la strumentazione ed il sistema di guida di bordo furono considerati raggiunti. Il missile, tuttavia, era sprovvisto della testata (MHV).
- 13 novembre 1984: secondo lancio, che si risolse in un fallimento. La testata non funzionò come previsto.
- 13 settembre 1985: terzo test effettuato, e unico che si concluse con la distruzione di un satellite (si trattava del Solwind P78-1 per osservazione solare). Questo fu intercettato a una quota di oltre 500 km.
- 22 agosto 1986: quarto test, anche questo riuscito. La testata raggiunse la zona-bersaglio prevista.
- 30 settembre 1986: quinto ed ultimo test, anche in questo caso riuscito.

Escludendo il test “reale” (quindi con distruzione di un bersaglio), che si svolse a una quota di circa 500 km, tutti gli altri vennero condotti con un apogeo di 1 000 km.
Per quanto riguarda la designazione ufficiale del sistema d'arma, dopo il terzo lancio il missile fu chiamato ASM-135A. La sigla ASM, acronimo di Anti-Satellite Missile (missile antisatellite), non era una designazione standard del sistema di codifica USAF, ma al contrario era piuttosto anomala: infatti, trattandosi di un intercettore aviolanciato, avrebbe dovuto ricevere la codifica AIM, tipica degli aria-aria.
I simulacri utilizzati per le prove, invece, che non erano funzionanti, ricevettero la codifica di CASM-135A.

### Cancellazione del programma
Inizialmente, l'USAF prevedeva di acquistare 112 missili ASM-135, e di modificare un totale di 20 F-15 per il loro utilizzo. Tuttavia, nel 1988, dopo soli 15 esemplari prodotti, il programma venne cancellato. Tra i motivi, vi erano anche ragioni politiche: infatti, un sistema d'arma del genere avrebbe potuto costituire una violazione dei trattati internazionali vigenti sulla militarizzazione dello spazio. Occorre considerare, comunque, che anche l'Unione Sovietica portò avanti, nello stesso periodo, un programma del genere. Un'ulteriore questione che potrebbe aver contribuito alla cancellazione dell'ASM-135 è legata alle problematiche operative del sistema. Infatti, i sensori di bordo della testata richiedevano di essere raffreddati con elio liquido anche mentre l'aereo era a terra, prima del decollo.
Tuttavia, non è chiaro se il programma sia stato veramente interrotto, oppure se sia proseguito all'insaputa dell'opinione pubblica, coperto da segreto militare. Inoltre, pare che parte dei missili siano stati stoccati in deposito, pronti per essere utilizzati in caso di emergenza.

## Descrizione tecnica

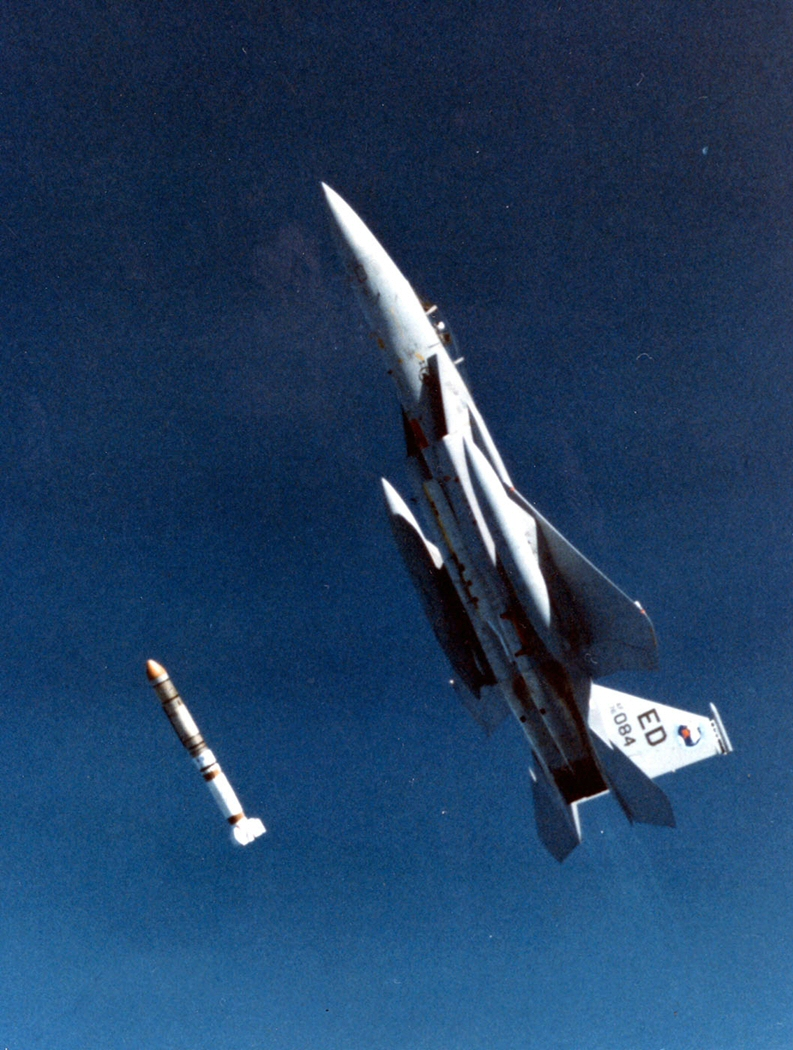
Un F-15 sgancia l'ASM-135 durante il test del 13 settembre 1985

L'ASM-135 ASAT era un missile a tre stadi con propellente solido. In particolare, si trattava di un sistema aviolanciato lungo 5,42 m, con un diametro di 51 cm e un peso al lancio di 1 180 kg. La quota operativa massima che venne raggiunta durante le prove fu di 1 000 km, ma l'unica intercettazione venne effettuata a circa 560 km.
- Primo stadio: costituito da un motore SR75-LP-1, lo stesso del missile AGM-69 SRAM.[1] Questo stadio era stato sviluppato dalla Boeing, che nell'occasione aveva svolto la funzione di sub contractor della LTV.[2]
- Secondo stadio: si trattava, in sostanza, del quarto stadio del lanciatore Scout, ovvero di un Vought Altair III con motore Thiokol FW-4S.[1] Questo stadio portava la testata nella direzione dell'obiettivo, in modo da permettere poi al sistema di guida di inquadrarlo. Progettato dalla LTV, era munito di un sistema di guida inerziale, di un sistema ad elio liquido che serviva a raffreddare i sensori infrarossi del terzo stadio ed infine di un meccanismo per il controllo di assetto ad idrazina.[2]
- Terzo stadio: questo era costituito dalla testata vera e propria, chiamata MHV (Miniature Homing Vehicle)[1] o MKV (Miniature Kill Vehicle).[2] Questo era stato sviluppato dalla LTV, ed era equipaggiato con sensori miniaturizzati all'infrarosso e di rollio, oltre che di un computer con una capacità di 24 000 bytes.[2] La testata, che traeva le sue origini da un missile anticarro, non aveva esplosivo ed era ad energia cinetica: come detto precedentemente, la distruzione del bersaglio avveniva grazie all'impatto dell'MHV sull'obiettivo alla velocità di 8 km/s.[4] L'avvicinamento e le correzioni di rotta avvenivano grazie a 64 (63 secondo altre fonti)[1][2] propulsori a razzo, che permettevano la manovrabilità del veicolo. In particolare, 56 di questi erano a piena carica, mentre negli altri 8 era dimezzata: questi ultimi venivano usati nei millisecondi finali dell'intercettazione.[4]